# Liss-Uttertjärnen
Liss-Uttertjärnen är en sjö i Ljusdals kommun i Hälsingland och ingår i Ljusnans huvudavrinningsområde.